# Lejos de la ciencia
Lejos de la ciencia es el segundo álbum de estudio del músico argentino Fabián Gallardo, lanzado en 1989 por el sello WEA Discos. Fue publicado en vinilo y casete y actualmente se encuentra fuera de catálogo. 

## Historia
Lejos de la ciencia fue grabado en los estudios ION de Buenos Aires, Argentina, y mezclado en Los Ángeles, Estados Unidos. Fue publicado en 1989 por WEA Discos, una compañía del Grupo Warner Communications.
El álbum cuenta con importantes músicos invitados como Jota Morelli, Guillermo Vadalá, Ariel Pozzo (en este entonces vocalista de la banda Graffiti), Didi Gutman (actualmente en Brazilian Girls) y Andrea Álvarez, entre otros.
Junto con su anterior disco, Radiofotos, Gallardo reconoce que puso mucha dedicación y esfuerzo en Lejos de la ciencia, aprendiendo a cada minuto. "También tuve la suerte de grabar esos discos en grandes estudios y con los mejores profesionales, técnicos y músicos", indicó.
Los temas de difusión fueron «No quiero ser tu policía», «En otra dirección« y «Patadas a la pared». 
A pesar de contar con el respaldo de una discográfica multinacional y de haber conseguido buenas críticas por parte de la prensa especializada, "Lejos de la ciencia" no consiguió instalar a Gallardo como un artista exitoso por derecho propio. Fue lanzado en medio de la peor crisis hiperinflacionaria de la Argentina y en un momento en que a las compañías discográficas se les hacía difícil conseguir el vinilo para la fabricación de los LP. La suerte cambiaría con su próximo álbum, Revelando secretos, publicado en 1992.

## Lista de canciones
Todos los temas compuestos por Fabián Gallardo.

| N.º   | Título                               | Duración |  |
| 1.    | «En otra dirección»                  | 3:26     |  |
| 2.    | «Patadas a la pared»                 | 4:11     |  |
| 3.    | «Solo almanaques»                    | 2:14     |  |
| 4.    | «Volver a elegir»                    | 4:00     |  |
| 5.    | «Conversaciones»                     | 3:18     |  |
| 6.    | «Lejos de la ciencia»                | 3:35     |  |
| 7.    | «Tanto como a vos»                   | 4:26     |  |
| 8.    | «No quiero ser tu policía»           | 3:50     |  |
| 9.    | «Por no despertarte»                 | 4:54     |  |
| 10.   | «No necesito nada, necesito»         | 3:33     |  |
| 11.   | «Lejos de la ciencia» (Instrumental) | 3:28     |  |
| 40:53 |                                      |          |  |

## Músicos
- Fabián Gallardo: Teclados, guitarras, programación de máquina de ritmo, sequencer, coros y voz,
- Jota Morelli: Batería.
- Guillermo Vadalá: Bajo.
- Didi Gutman: Teclados y programación de sonidos.
- Ariel Pozzo: Guitarras.
- Marcelo Conca: Trompeta.
- Bebe Ferreyra: Trombón.
- Pablo Rodríguez: Saxo alto.
- Julio Kobrin: Saxo tenor.
- Celsa Mel Gowland: Coros y voz en «Tanto como a vos».
- Sandra Baylac: Coros.
- Nélida Saporitti: Coros.
- Andrea Álvarez: Percusión.
- Luis Fuster: Solo de guitarra en «No necesito nada, necesito».[1]

## Ficha técnica
- Producción y dirección artística: Fabián Gallardo.
- Técnicos de grabación: Mario Breuer, Roberto Fernández, Mariano López y Jorge Da Silva.
- Técnico de mezcla: Jorge Da Silva.